# Пелешенко Василь Іларіонович
Пелешенко Василь Іларіонович (28 червня 1927 — 29 березня 2014року) — український гідрогеолог, гідрохімік, доктор географічних наук, професор, завідувач кафедри гідрології та гідрохімії географічного факультету Київського національного університету імені Тараса Шевченка, академік Української екологічної академії наук з 1992 року та Академії наук вищої школи від 1997 року.

## Біографія
Народився 28 червня 1927 року в селі Долина Обухівського району Київської області. Учасник німецько-радянської війни. Закінчив 1957 року Київський університет зі спеціальністю «геолог-гідрогеолог». Працював у Київському університеті у 1957—1968 роках інженером, з 1968 року доцентом, старшим викладачем на кафедрі гідрогеології та інженерної геології геологічного факультету. 
У 1968—1971 роках відповідальний працівник відділу науки ЦК Компартії України. 
У Київському університеті у 1971—1976 роках працює доцентом кафедри гідрології суші географічного факультету, у 1976 році очолив кафедру гідрології суші, яку за його ініціативи перейменовано на кафедру гідрології і гідрохімії (тепер гідрології та гідроекології). Заснував науково-дослідну лабораторію гідрохімії (тепер лабораторія гідроекології та гідрохімії). У 1993—2002 роках професор кафедри, у 2002—2003 роках провідний науковий співробітник науково-дослідної лабораторії гідроекології та гідрохімії. Кандидатська дисертація «Підземні води межирічя Сіверський Донець-Оскіл» захищена у 1967 році, докторська дисертація «Оцінка взаємозв'язку хімічного складу різних типів природних вод суші (оцінка, баланс і прогноз на прикладі території України)» захищена у 1981 році. 
Засновник гідрохімічної школи у Київському університеті. У 1981 році за його ініціативи заснований Богуславський гідролого-гідрохімічний стаціонар на річці Рось. Розробив методологію оцінки взаємозв'язку хімічного складу різних типів природних вод та принципи кількісної оцінки впливу антропогенних факторів на формування гідрохімічного режиму річок. Зробив значний внесок у формуванні меліоративної гідрохімії. Був головою спеціалізованої вченої ради захисту дисертацій Київського університету 1993—2003 роках.  Учасник міжнародних форумів у Лондоні 1969 року, Токіо 1970 року). Підготував 2 докторів наук, 5 кандидатів наук. Член редколегії наукового збірника «Гідрологія, гідрохімія і гідроекологія».

## Експедиці
Брав участь в експедиціях на Забайкаллі, Шацьких озерах, річках Прип'яті, Дунаї, водоймах-охолоджувачах АЕС на території України та Смоленської АЕС в Росії, 30-км зоні ЧАЕС.

## Нагороди і відзнаки
- Заслужений діяч науки і техніки України.
- Нагрудний знак Гідрометслужби «Почесний працівник гидрометслужби України» (1999).
- Орден «Знак Пошани» (1970).
- Орден "За заслуги" III ступеня (1997).
- Орден "За заслуги" II ступеня (2002).
- Відзнака Вченої ради КНУ ім. Тараса Шевченка (2007).

## Наукові праці
Автор і співавтор понад 200 наукових праць, 9 монографій, 28 підручників та навчальних посібників, 1 винаходу. Основні праці:
1. Оцінка взаємозв'язку хімічного складу різних типів природних вод (на прикладі рівнинної частини території України). — К., 1975.
2. (рос.) Гидрохимический атлас СССР. — М., 1990 (у співавторстві).
3. Гідрохімія України. — К., 1995 (у співавторстві).
4. Гідрогеологія з основами інженерної геології. — К., 2003 (у співавторстві).